# Kai-Khosrov Ier (roi de Karthli)
Kai-Khosrov Ier de Karthli (en géorgien : ქაიხოსრო ; 1674-1711) est roi de titulaire de Karthli de 1709 à 1711.

## Biographie
Fils aîné du régent Levan de Karthli et de la princesse Toutha Gouriéli, il naît le 1er janvier 1674. Élevé à la cour séfévide d'Ispahan, il fait une brillante carrière comme fonctionnaire perse : Darugha (« préfet ») d'Ispahan de 1700 à 1709, Naib Divanbegi (« chef de la justice délégué ») de 1703 à 1709 et Divanbegi (« chef de la justice ») en 1709 à la suite de son père.
Il devient roi titulaire de Karthli à la mort de son père en 1709, mais il n'est pas couronné et c'est son frère cadet Vakhtang qui assure la régence. Il est en effet nommé la même année Sipah-Salar (« commandant en chef ») de l'armée perse en Afghanistan avec pour mission de reprendre le contrôle du pays perdu après la mort de son oncle Georges XI de Karthli et la défaite de ses troupes.
Il est à son tour battu et massacré avec son armée de 30 000 hommes près de Kandahar, dans une rencontre avec les troupes du clan Ghilzai le 27 septembre 1711.

## Sources
- Cyrille Toumanoff, Les dynasties de la Caucasie chrétienne de l'Antiquité jusqu'au XIXe siècle : Tables généalogiques et chronologiques, Rome, 1990, p. 144-147.
- Marie-Félicité Brosset, Histoire de la Géorgie, tome II : Histoire de la Géorgie moderne, réédition Adamant Media Corporation  (ISBN 0543944808), « Chronique de Sekhnia Tchkeidzé », p. 7-54.